# 三重県立熊野青藍高等学校紀南校舎
三重県立熊野青藍高等学校紀南校舎（みえけんりつ くまのせいらんこうとうがっこうきなんこうしゃ）は、三重県南牟婁郡御浜町阿田和にある公立高等学校。三重県最南端の高等学校である。
一時は廃校の危機にあったが、コミュニティ・スクールに指定されたことにより、活気を取り戻した。

## 設置学科
- 全日制課程普通科（単位制）

## 沿革
- 1962年（昭和37年）4月1日 - 三重県立紀南高等学校開校[2]。南牟婁郡の4町村（御浜町・紀宝町・紀和町・鵜殿村）の努力により創立した[3]。
- 1963年（昭和38年）5月30日 - 御浜町立阿田和小学校・御浜町立阿田和中学校にあった仮校舎から現在地に移転[4]。この日を創立記念日とする。
- 1989年（平成元年） - 就職組と進学組の類型別学級編成を開始[5]。
- 1994年（平成6年） - 類型別から芸術・国際教養・コンピュータオペレーティング・社会福祉・体育のコース制に転換[5]。
- 1999年（平成11年） - 文部省から「高等学校教育課程等研究指定校」の指定を受ける[5]。
- 2000年（平成12年） - コース制から単位制に転換[5]。
- 2007年（平成19年）
  - 阿田和小学校・阿田和中学校と合同で地域の清掃活動を始める[6]。
  - 6月1日 - コミュニティ・スクールの指定を受ける[7]。
- 2011年（平成23年）9月 - 台風12号により浸水被害に遭う[8]。
- 2018年（平成30年）7月10日 - 2019年度から、定員の5％を上限（合格者が募集人員に満たない場合は上限を超えることも可能）に三重県外からの入学を認めることを県教委が発表。
- 2025年(令和7年)4月1日(予定) - 三重県立木本高等学校と統合し三重県立熊野青藍高等学校紀南校舎となる。

### 台風12号による被災
2011年（平成23年）9月4日未明、日本列島に上陸した台風12号により、紀南高校の南縁を流れる尾呂志川（おろしがわ）が氾濫、校舎1階の1.7mから2m浸水した。（水は9月5日に引いた。）これにより黒板や教科書などの教具はほぼすべて流され、パーソナルコンピュータ70台が廃棄処分となった。校舎や校庭には泥が堆積し、体育館は1年がかりの補修が必要な状況になった。9月13日からは生徒がボランティアで清掃作業を行ったが、学校再開は台風12号の被害を受けた高校の中で最も遅れ、9月20日に再開された。
しかし再開した9月20日の午後には台風15号に伴い大雨警報が発表され、翌9月21日には暴風警報も出され、生徒の3割が利用している紀勢本線の代行バスが運休になったことから、再開から1日で再び休校となった。また、台風15号で窓ガラスが割れたほか、再び尾呂志川が氾濫しそうになった。2つの台風の被害により、10月に予定されていた創立50周年記念式典は翌2012年（平成24年）に延期、文化祭（紀南高祭）は中止が決定した。

## 特色
教育面では特にキャリア教育の充実に努めており、1年生は「自己理解」、2年生は「コミュニケーション能力の育成」、3年生は「進路実現」と「社会人として生きる」を軸に教育活動を展開している。

### インターンシップ
紀南高校の卒業生の進路は、およそ就職6割、進学4割となっている。地元には就職先・進学先が少ないことから、卒業生の多くは中京圏や京阪神などへ出ていく。こうした生徒の進路の多様性に応じるため紀南高校は教育課程を変えてきたが、1999年（平成11年）に文部省の「高等学校教育課程等研究指定校」となったことから職場体験学習を導入、2000年（平成12年）からは総合的な学習の時間を利用して科目名を「就労体験」として3単位を認定するインターンシップを開始した。1999年の職場体験学習で生徒と受け入れ先事業所の双方から高い評価を得たことが翌年以降につながった。
紀南高校のインターンシップは、参加希望者だけを対象とする。2000年に行われたインターンシップは毎週火曜日に半年間、8時から16時30分まで地元の老人ホームやスーパーマーケットなど希望の職場で就労を体験する、というものであった。このインターンシップは生徒らの進路意識を高め、社会人や人間として必要な素養を身につけるといった直接的な効果や、生徒がインターンシップでの体験談を家族に語ることで、家族間のコミュニケーションが生まれ、紀南高校の教育の取り組みが保護者に周知されるといった副次的な効果も生まれた。なお、この科目の成績評価は、現場での取り組みの教員による視察、就労体験日誌の提出、教員との面談によって行われ、5段階などの数値ではなく文章で評価を記述する。

### コミュニティ・スクール
紀南高校は高知県の県立高等学校2校に次ぎ、高等学校としては日本で3番目にコミュニティ・スクール（学校運営協議会を設置する学校）となった。2011年4月1日現在、コミュニティ・スクールに指定されている高等学校は紀南高校、高知県立大方高等学校、横浜市立横浜サイエンスフロンティア高等学校・岡山市立岡山後楽館高等学校の4校である。
これにより、学校の運営、具体的には学校教育の基本方針、教育課程、学校予算、人材、学校や地域の課題解決に関してPTAや同窓会、地域住民が助言と承認をすることができるようになった。コミュニティ・スクールの取り組みは過疎化と少子化により高校自体の存亡の危機にあって、創立当初に立ち返って文字通り「地域の学校」としての再生を狙ったものである。実際の活動として、紀南高校の教員がサマースクール講師として小学校に出向く、町で不要になった照明設備を高校のグラウンドで再利用される、吹奏楽部が地域のイベントに参加する、などが挙げられる。これらコミュニティ・スクールの取り組みは三重県の「率先実行大賞」ベストエール賞を2009年（平成21年）に受賞した。

## 部活動
| 運動部 - 柔道部 - ソフトテニス部 - ソフトボール部 - 卓球部 - バスケットボール部 - バドミントン部 - バレーボール部 - 野球部 - 陸上競技部 | 文化部 - 囲碁将棋部 - ESS部 - 家庭部 - 華道部 - JRC部 - 茶道部 - 書道部 - 吹奏楽部 - 美術部 - ワープロ部 |

## 交通
- JR紀勢本線阿田和駅より徒歩約18分（約1.5km）
- 熊野市・御浜町広域バス紀南高前バス停より、すぐ。
- 国道42号阿田和交差点より西へ約700m。

## 著名な出身者
- 濱中英次 - 元プロ野球選手（東海理化⇒福岡ダイエーホークス）

## 受賞
- キャリア教育優良学校等文部科学大臣表彰(平成20年度)[19]